# ثيودور إل. توماس
ثيودور إل. توماس (بالإنجليزية: Theodore L. Thomas)‏ (13 أبريل 1920، نيويورك في الولايات المتحدة - 24 سبتمبر 2005)؛ محامي وروائي أمريكي.